# 中田剛直
中田剛直（なかた たかなお、1920年11月8日 - 1980年1月21日）は、日本文学研究者、国文学者。

## 来歴
秋田県大館市生まれ。父は教育者。弘前高等学校卒、1943年東京帝国大学文学部国文科卒。東京高等学校講師、48年要書房編集長。1957年獨協高等学校講師、1959年上智大学文学部助教授、66年教授。

## 著書
- 『竹取物語の研究 校異篇,解説篇』塙書房 1965
- 『奇跡の古文単語 この精選500語で入試古文はOK』祥伝社ノン・ブック 1978

### 共編など
- 『古本竹取物語』編 大修館書店 1968
- 『かな解読字典』中田易直、浅井潤子、浅井惠共編 柏書房 1974
- 『校本狭衣物語』全3巻 編 桜楓社 1976-80
- 『用例かな大字典』中田易直,新田英治,浅井潤子共編 柏書房 1977
- 『名筆かな連綿字典』牛島倫子共編 安東聖空監修 柏書房 1980

## 注
1. ↑  村松定孝, 「中田剛直教授を偲びて」『上智大学国文学論集』 14号 p.1-5, 1981年, NAID 110001049590